# Monnina soukupiana
Monnina soukupiana là một loài thực vật có hoa trong họ Polygalaceae. Loài này được Ferreyra mô tả khoa học đầu tiên năm 1955.